# Chapel Brampton
Chapel Brampton är en ort i civil parish Church with Chapel Brampton, i distriktet West Northamptonshire, Storbritannien. Den ligger i grevskapet Northamptonshire och riksdelen England, i den södra delen av landet, 100 km nordväst om huvudstaden London. Chapel Brampton ligger 95 meter över havet. Chapel Brampton var en civil parish fram till 2009 när blev den en del av Church with Chapel Brampton. Civil parish hade 471 invånare år 2001.
Terrängen runt Chapel Brampton är platt. Runt Chapel Brampton är det mycket tätbefolkat, med 2 345 invånare per kvadratkilometer. Närmaste större samhälle är Northampton, 5,5 km sydost om Chapel Brampton. Trakten runt Chapel Brampton består till största delen av jordbruksmark.